# Diego Pozo
Diego Raúl Pozo (* 16. Februar 1978 in Mendoza) ist ein argentinischer Fußballspieler.

## Karriere

### Verein
Pozo begann seine Profikarriere 1995 beim damals unterklassigen Verein CD Godoy Cruz. Nach zehn Jahren entschied er sich den Klub zu verlassen und wechselte zum Club Atlético Huracán. Am Ende der Spielzeit 2005/06 schaffte es die Mannschaft auf einen Relegationsplatz in der zweiten Liga. Damit war man berechtigt gegen die Argentinos Juniors um den Aufstieg in die Primera División zu spielen. Durch ein 1:1 vor heimischen Publikum und einem 2:2 auswärts, wurde der Aufstieg verpasst, da die Regeln besagten, dass ein Erstligateam in den Play-off-Spielen, nach zwei Unentschieden, bevorzugt behandelt wird. Pozo verließ darauf den Klub und unterzeichnete beim Ligakonkurrenten Talleres de Córdoba. Wiederum eine Spielzeit später tauschte er das Trikot Talleres gegen das des Stadtkonkurrenten Instituto Atlético Central Córdoba. Zur Saison 2008/09 lockte ihn der Erstligaklub Colón nach Santa Fe. Es war der erste Erstligaklub, bei dem Pozo einen Vertrag unterschrieb. Schnell schaffte er es in die Stammelf des Klubs und entwickelte sich zu einem Leistungsträger. Sein Debüt in der höchsten argentinischen Spielklasse gab er dabei am 11. Spieltag der Torneo Apertura, am 25. Oktober 2008, gegen CA Vélez Sársfield. Fortan blieb er Stammtorhüter bei seinem neuen Klub. In seinem zweiten Jahr in Santa Fe schaffte die Mannschaft den Einzug in die Qualifikation zur Copa Libertadores 2010. Dort schied man dann aber gegen den paraguayischen Vertreter CD Universidad Católica mit 3:2 und 2:3 nach Elfmeterschießen aus.
Pozo spielte bis 2013 für Colón und war in jedem Jahr die Nummer eins im Tor. Mitte 2013 verließ er den Klub und kehrte zu Huracán zurück, das in der Primera B Nacional spielte. Er kam auf sieben Einsätze. Anfang 2014 wechselte er zu Rangers de Talca nach Chile. Sein Klub musste am Ende der Saison 2013/14 absteigen. Pozo ging wieder nach Argentinien, wo er bei Zweitligist Sportivo Belgrano anheuerte. Dort beendete er Ende 2014 seine Karriere.

### Nationalmannschaft
Die guten Leistungen seit seinem Wechsel in die erste Liga, verhalfen Pozo zu einer späten Karriere in der argentinischen Nationalmannschaft. Am 20. Mai 2009 gab der Torhüter beim 3:1-Sieg gegen Panama sein Debüt im Dress seines Heimatlandes. Ein Jahr später wurde er von Nationaltrainer Diego Maradona in den Kader für die Fußball-Weltmeisterschaft 2010 in Südafrika berufen. Vor der Weltmeisterschaft befand sich Pozo mit den ebenfalls noch unerfahrenen, aber jüngeren Sergio Romero und Mariano Andújar im Kampf um den Stammplatz im Tor. Allerdings kam er zu keinem Einsatz bei der Weltmeisterschaft, da Romero alle fünf Spiele bestritt.